# Triopha maculata
Triopha maculata är en snäckart som beskrevs av Frank Mace MacFarland 1905. Triopha maculata ingår i släktet Triopha och familjen Polyceridae. Inga underarter finns listade i Catalogue of Life.

## Bildgalleri

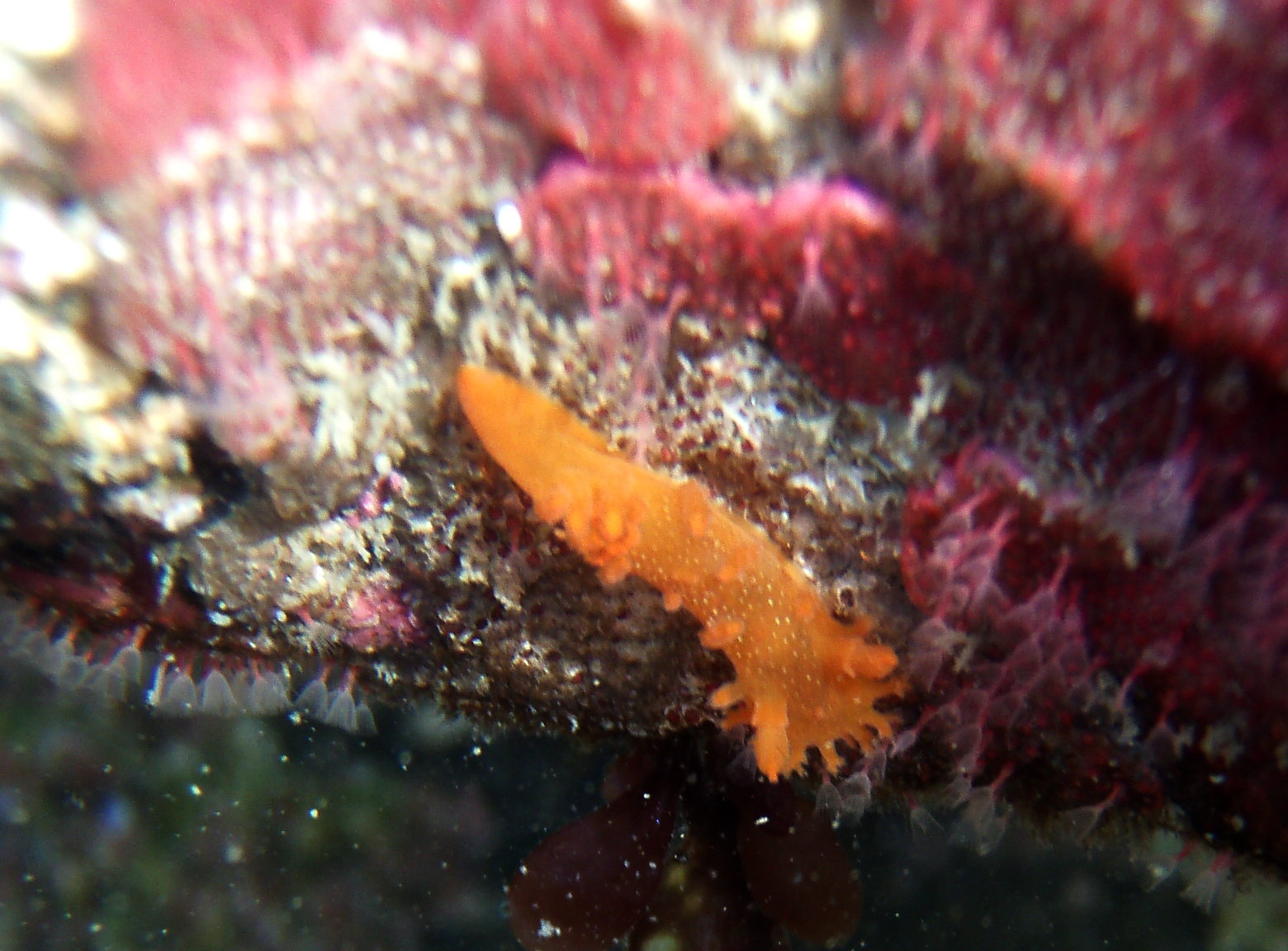
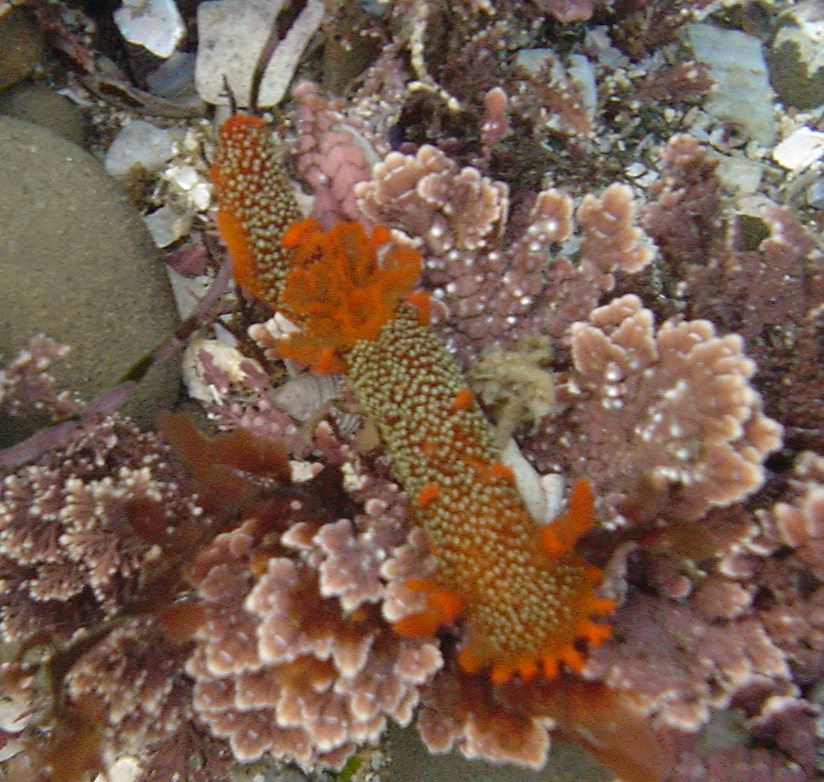